# Kella
Kella – miejscowość i gmina w Niemczech, w kraju związkowym Turyngia, w powiecie Eichsfeld, wchodzi w skład wspólnoty administracyjnej Ershausen/Geismar.